# St Peter Island
St Peter Island (nome originale in olandese: Eyland St. Pierre) è l'isola maggiore del Nuyts Archipelago, un gruppo di circa 30 isole  che si trovano nella Gran Baia Australiana lungo la costa dell'Australia Meridionale (Australia). L'isola fa parte del Nuyts Archipelago Conservation Park, mentre le acque che circondano le sue coste si trovano all'interno del Nuyts Archipelago Marine Park.

## Geografia
St Peter Island si trova a sud della città di Ceduna, alla distanza di 5 km dalla costa. È la seconda isola per grandezza dell'Australia Meridionale: è lunga circa 13 km e ha una superficie di  34,39 km². Una piccola isola si trova 2 km a sud-ovest: Goat Island; a sud lo scoglio di Gliddon Reef.
L'isola supporta una delle più grandi colonie di berta codacorta (334 800 coppie); almeno 3000 coppie di sterna crestata stavano nidificando sull'isola di St Peters nel 2000.

## Toponimo
L'isola è stata nominata nel 1627 da Pieter Nuyts in onore del suo santo patrono. Nuyts mappò la costa meridionale dell'Australia da Albany a Ceduna nel corso di un viaggio dai Paesi Bassi a Formosa e in Giappone (1626-1627).